# Kenneth Copeland
Kenneth Copeland (ur. 6 grudnia 1936) – amerykański pisarz, były muzyk, mówca i teleewangelista neocharyzmatyczny. Założyciel Kenneth Copeland Ministries, jest zwolennikiem „ewangelii sukcesu”.
Kenneth Copeland był znanym piosenkarzem muzyki pop przed jego nawróceniem w dniu 2 listopada 1962. W 1960 roku, był pilotem i szoferem dla Orala Robertsa. Jesienią 1967 roku rozpoczął studia w Oral Roberts University w Tulsa. Dziś najbardziej znany z nadawania własnych programów religijnych w telewizji, które rozpoczął w 1979 roku.

## Publikacje (wybór)
- The Laws of Prosperity, Kenneth Copeland Publications, Fort Worth, Texas, United States of America 1974
- Living in Prosperity Study Guide, Kenneth Copeland Publications, Fort Worth, Texas, United States of America 1983
- Load Up Pocket Devotional: 31 Devotions to Revolutionize Your Future (Harrison House, July 2004) ISBN 1-57794-399-6 ISBN 978-1577943990
- You Are Healed (Kenneth Copeland Publications, July 1999) ISBN 0-88114-733-8 ISBN 978-0881147339
- A Ceremony of Marriage (Kenneth Copeland Publications, December 1996) ISBN 0-938458-15-9 ISBN 978-0938458159
- Prayer: Your Foundation for Success (Kenneth Copeland Publications, June 1999) ISBN 1-57794-155-1 ISBN 978-1577941552
- Kenneth Copeland Reference Bible – Leather Bound (Kenneth Copeland Publications, December 1996) ISBN 0-88114-296-4 ISBN 978-0881142969
- Becoming Subject to the Authority of Jesus (Kenneth Copeland Publications, 2001) ISBN 0-88114-972-1 ISBN 978-0881149722
- How to Discipline Your Flesh (Kenneth Copeland Publications, June 1999) ISBN 1-57562-116-9 ISBN 978-1575621166
- From Faith to Faith: A Daily Guide to Victory (Harrison House, May 2000) ISBN 1-57794-225-6 ISBN 978-1577942252
- Pursuit of His Presence: Daily Devotional (Harrison House, September 1998) ISBN 1-57794-137-3 ISBN 978-1577941378
- The Wake-up Call (Kenneth Copeland Publications, 2002) ISBN 1-57562-792-2 ISBN 978-1575627922
- Classic Redemption (Kenneth Copeland Publications, 2001) ISBN 0-938458-58-2 ISBN 978-0938458586
- The Laws of Prosperity (Kenneth Copeland Publications, December 1995) ISBN 0-88114-952-7 ISBN 978-0881149524
- Prosperity: The Choice Is Yours (Kenneth Copeland Publications, June 1992) ISBN 0-88114-728-1 ISBN 978-0881147285
- Healing Promises (Kenneth Copeland Publications, August 1994) ISBN 0-88114-949-7 ISBN 978-0881149494
- Over the Edge: Youth Devotional (Harrison House, September 1998) ISBN 1-57794-138-1 ISBN 978-1577941385
- Big Band Gospel (KCP Records, 2003) ASIN B000A7WLEQ
- Giving and Receiving, Harrison House Publishers, Tulsa, Oklahoma, United States of America, 2012